# 滑走路

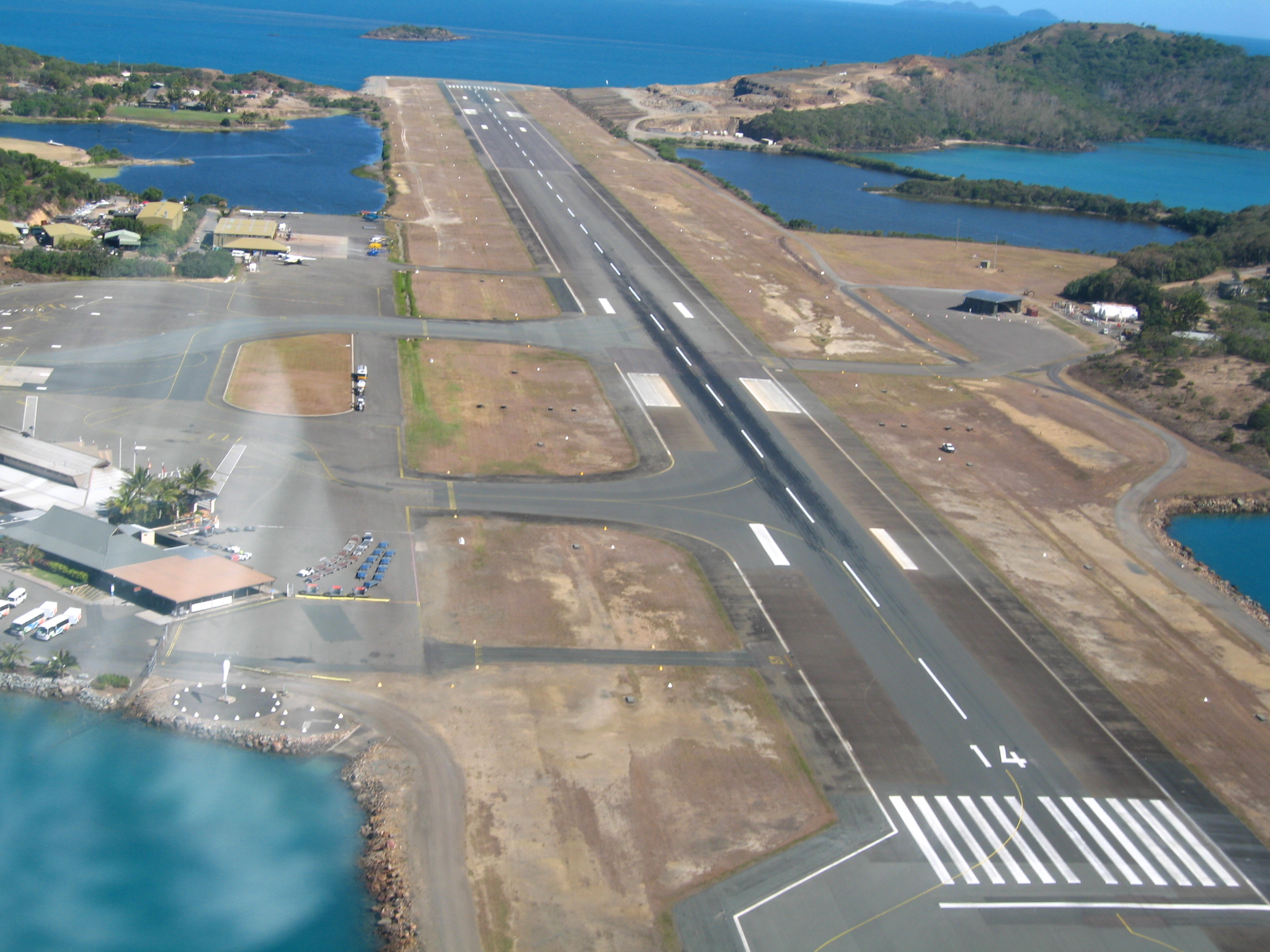
滑走路（グレート・バリア・リーフ空港）

滑走路（かっそうろ、英: runway）は、飛行機が滑走し、離陸・着陸を行うための直線状の道のこと。空港、飛行場、空母などに設置された施設で、空港における最重要設備である。

## 概要

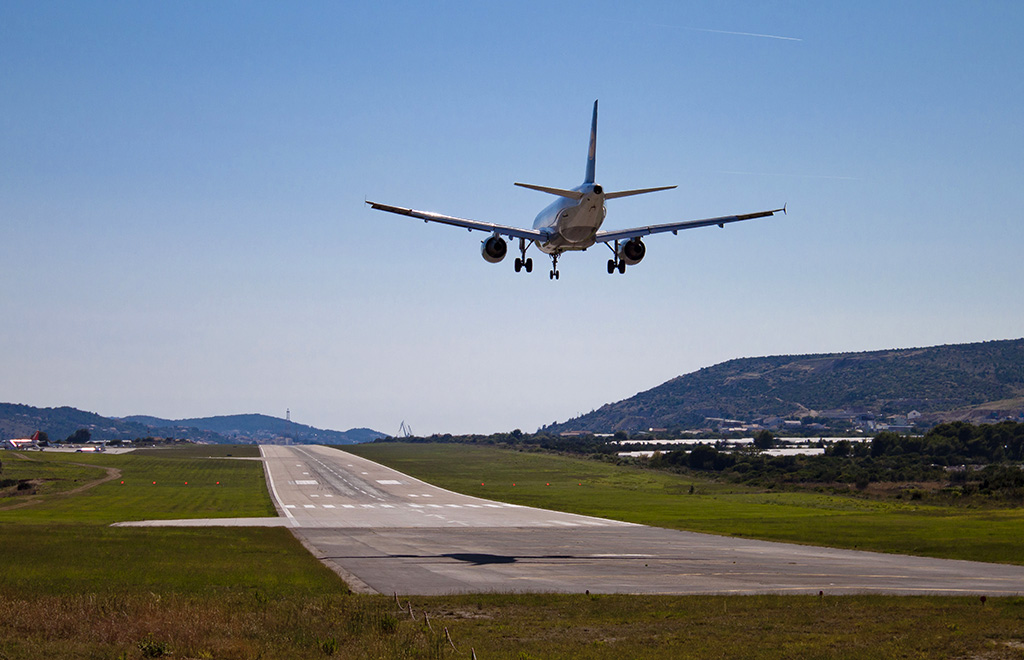
滑走路に着陸する飛行機（クロアチア・スプリト空港）

外見はただの長大な道路だが、飛行機が離着陸するときの衝撃に耐えられるよう通常の道路などに比べ丈夫にできている特殊な設備である。
また、時速240 - 300 km/hに達する離着陸時の高速走行においても機体の揺れが少なくなるように、滑走路表面の凹凸は極めて少ない（高速道路など離着陸を想定していない道路等に不時着した場合、乗員は猛烈な振動に曝されることになる）。
滑走路の周囲には平らで植生された土地があり、ここには旋回灯、進入角指示灯、滑走路距離灯などの航空灯火が設置されており、滑走路にこの周囲を含めた矩形部分全体を着陸帯と言う。
離着陸時の鳥との衝突（バードストライク）は重大な事故に繋がるため、滑走路周辺には鳥追いまたは鳥威しの設備を設置することが多い。可燃性ガス等を用いて定期的に爆発音を発生させ、鳥を追い払う爆音機が主流だが、2008年頃からはそうした設備にさえ慣れて怖がらない鳥が現われてきたため、バードスイーパーが滑走路周辺を巡回し、猟銃の空砲で追い払う方法や、花火などの閃光を伴った方法がとられる。

## 滑走路の命名法
滑走路は以下の規則に従って命名される。

滑走路番号と方位角

航空交通管制上、滑走路は滑走路番号（指示標識）と呼ばれる磁北からの方位角（時計回り、度単位）を1/10した数値で識別される。滑走路番号は、飛行機の進入方向から方位を、真北から時計回りに測った角度の下1桁を切り捨てた01から36までの数字で表される。たとえば、磁北 (360°) を向く滑走路は「滑走路36 (Runway Three Six) 」である。その逆向きの滑走路は磁方位で180°であり「滑走路18 (Runway One Eight) 」となる。それぞれの滑走路の番号は滑走路の端に表示されている（上記の例の滑走路では、南端に「36」、北端に「18」と表記されている）。このように、滑走路番号は01〜36の数字のいずれかになる。通常、一本の滑走路には方位に基づく2つの番号が割り当てられており、一本の滑走路の命名は2つの磁方位を組み合わせて表される。上記の「滑走路36」と「滑走路18」の例では、「18/36」と表記される。

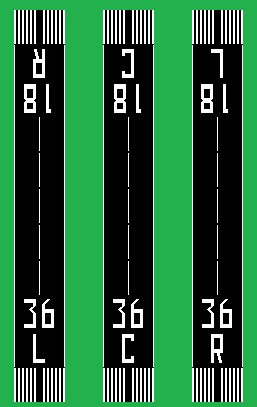
滑走路が並行する場合

滑走路が並行する場合の命名は、滑走路番号のあとにL(左; Left)・C(中央; Center)・R(右; Right)を付すことで行われる（後述を参照）。たとえば、磁方位360°を向いた滑走路が3本平行に並んでいる場合、南から滑走路に進入する飛行機の位置から見て、左側の滑走路から「滑走路36L (Three Six Left) 」、「滑走路36C (Three Six Center) 」、「滑走路36R (Three Six Right) 」となる。並行滑走路が2本しかない場合は、C （中央）を使用せず、L（左）とR（右）のみを使う。したがって、南北方向に2本の滑走路が並行している場合（18/36の場合）、西側の滑走路を「18R/36L」、東側の滑走路を「18L/36R」と呼ぶ。
滑走路が4本並行する場合は、2本の滑走路番号を10度ずらして表記する。例えば、磁方位360°を向いた滑走路が4本平行に並んでいる場合は、それぞれ「01L/19R」「01R/19L」「18L/36R」「18R/36L」と呼ぶ。このほか、数字のあとに「LC」「RC」を付与する事もあり、平行滑走路4本の場合は、左からL、LC、RC、R、となり、5本の場合は左からL、LC、C、RC、R、となる
表面が水の滑走路（水上機が使用する）はシーレーンと呼ばれる。並行する他の滑走路が存在する場合は、シーレーンの滑走路の番号にはW（水; Water）が付けられる。真北を向く水上滑走路はシーレーン36W (Sealane Three Six Water)である。
また、このような正式な表記法のほかに空港独自に滑走路名が存在する。特にこの独自の命名法にルールはないが、「A滑走路・B滑走路……」や「第1滑走路・第2滑走路……」などアルファベットや番号を割り当てることが多い。

## 滑走路の長さ

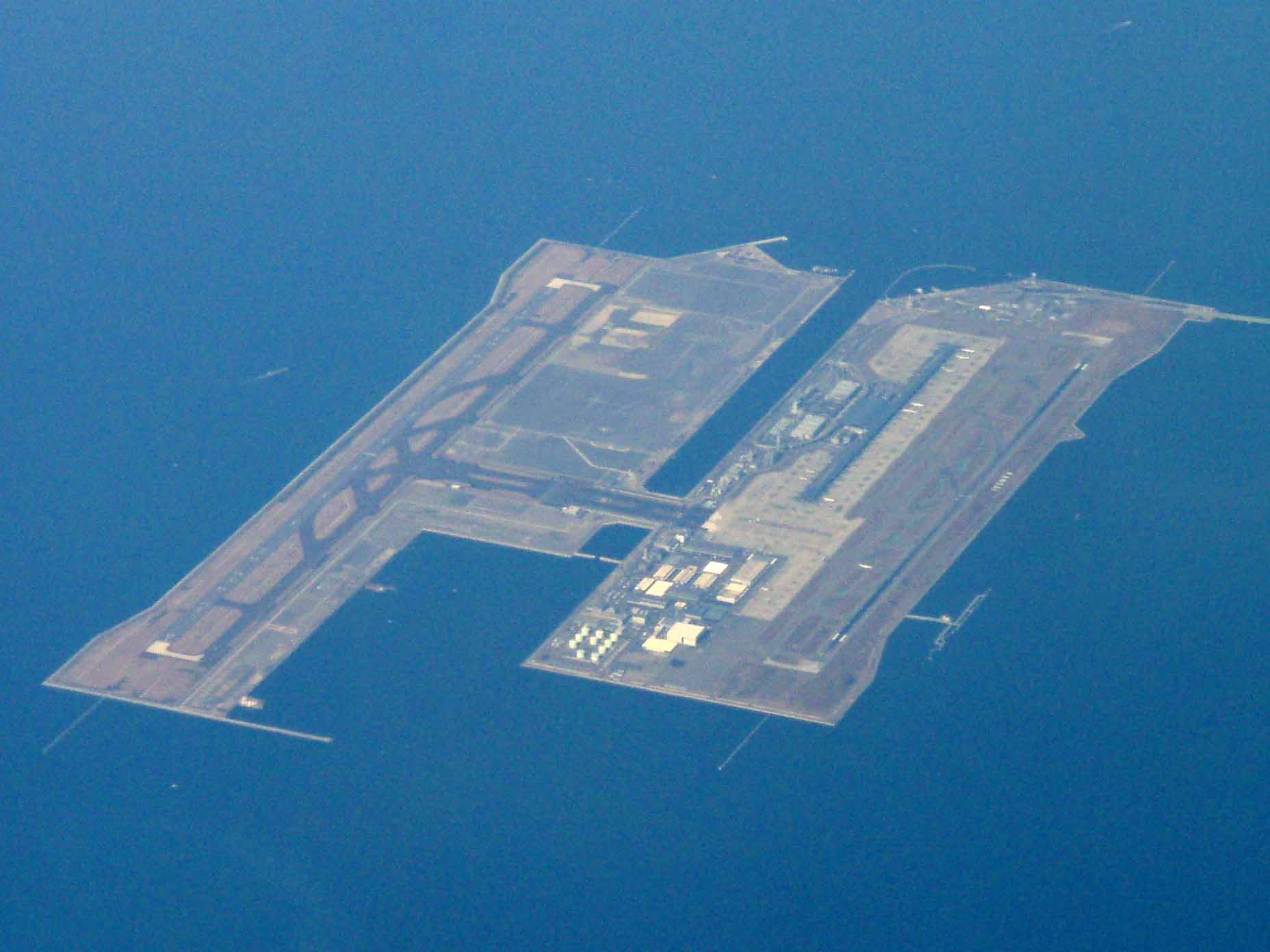
日本最長となる4,000m滑走路を持ち、完全24時間運用が可能な関西国際空港

飛行機の運航に必要な滑走路の長さは、ただ単に「車輪が接地している間に走行する距離」だけでは足りない。必要とされる滑走路の長さとは、通常の離陸で滑走を始めた点から浮上して高度50フィート（大型機では高度35フィート）に達した瞬間の直下の点までである。
この離陸滑走路長にさらに15%の余裕を加えた距離、また多発機においては、離陸決心速度（V1） で離陸中止した場合に必要な停止距離、V1時点でエンジン1基が突然不作動となった場合に離陸を継続して高度35フィートに達するまでの距離、以上3つの中で一番長い距離を必要離陸滑走路長としている。
また、着陸においては滑走路端を高度50フィート（約15.2 m）で通過して接地、減速、停止するまでを飛行機の着陸距離としている。着陸に使用するにはこの着陸距離の 1.67 倍の距離が必要着陸滑走路長とされている。
以上の必要離陸滑走路長と必要着陸滑走路長のうち長い方が、航空機の安全確保に必要な滑走路の長さである。現実には、その運航の時点での天候・滑走路の状態・滑走路の標高・飛行機の総重量などにより、必要滑走路長がその都度変化するのであり、必要滑走路長がその空港の滑走路長を逸脱しないように、搭載貨物量などを決めることになる。
目安として、本格的なプロペラ機の離陸に1000 m、ジェット機の発着に最低1500 m、ワイドボディ機の離陸に最低2000 m、ボーイング747の離陸に最低2500 mが必要である。同じ747でも燃料・旅客・貨物を多く積む長距離便（飛行距離が1万kmを超えるもの）で利用するには3,000 m以上が必要である。大規模な国際空港では、ボーイング747やエアバスA380クラスの超大型旅客機の離着陸に余裕をもたせるため、3,000 - 4,000 mを確保するのが標準的である。スペースシャトルは予定軌道に到達する前の中断や天候不良で予定した着陸場が使えない事態に備え、3000m級の滑走路を有する世界各地の飛行場を緊急着陸場として指定していた。中でもNASAシャトル着陸施設は長さ4572m、幅91m、オーバーラン地帯として両端に305mの滑走路を有している。
世界で最も長い滑走路はエリア51の9,656 m（別説あり）であるが、軍事基地であるが故に商業機が飛び交うことはない。商業利用で民間機が発着できる最長の滑走路は中国のチャムド・バンダ空港であり、5,500 mの長さを有する。この空港は標高が4,334 mと高い場所にある空港であるため空気の密度が低く、エンジンの推力、機体の揚力ともに減少し、滑走を始めてから離陸するまでに長い距離が必要なためである。平地の空港としてはアール・マクトゥーム国際空港（標高52m）が4,900 mの長さを有する。
世界で最も幅の広い舗装滑走路があるのはロシアのウリヤノフスク・ヴォストーチヌイ空港であり、105mの幅がある。

## ICAO飛行場参照コード
国際民間航空機関(ICAO)が発行する第14付属書(ICAO Annex 14)により、滑走路長、翼長により着陸帯等の等級を定めたコード (ICAO Aerodrome Reference Code) が付けられている。日本では、航空法施行規則第75条にて定められている。
| コード | 滑走路長              | 利用可能な機種              |
| ------ | --------------------- | --------------------------- |
| 1      | 800m未満              | DHC-6、PA-31                |
| 2      | 800m以上 1,200m未満   | ATR-42、Q300                |
| 3      | 1,200m以上 1,800m未満 | サーブ 340、CRJ-200         |
| 4      | 1,800m以上            | ボーイング737、エアバスA320 |

| コード | 翼長            | 外側主脚車輪間隔 | 利用可能な機種                     |
| ------ | --------------- | ---------------- | ---------------------------------- |
| A      | 15m未満         | 4.5m未満         | PA-31、セスナ 404                  |
| B      | 15m以上 24m未満 | 4.5m以上 6m未満  | CRJ-200、DHC-6                     |
| C      | 24m以上 36m未満 | 6m以上 9m未満    | ボーイング737、エアバスA320、E-190 |
| D      | 36m以上 52m未満 | 9m以上 14m未満   | ボーイング767、エアバスA310        |
| E      | 52m以上 65m未満 | 9m以上 14m未満   | ボーイング777、787、エアバスA330   |
| F      | 65m以上 80m未満 | 14m以上 16m未満  | ボーイング747-8、エアバスA380      |

## 滑走路の表面・舗装

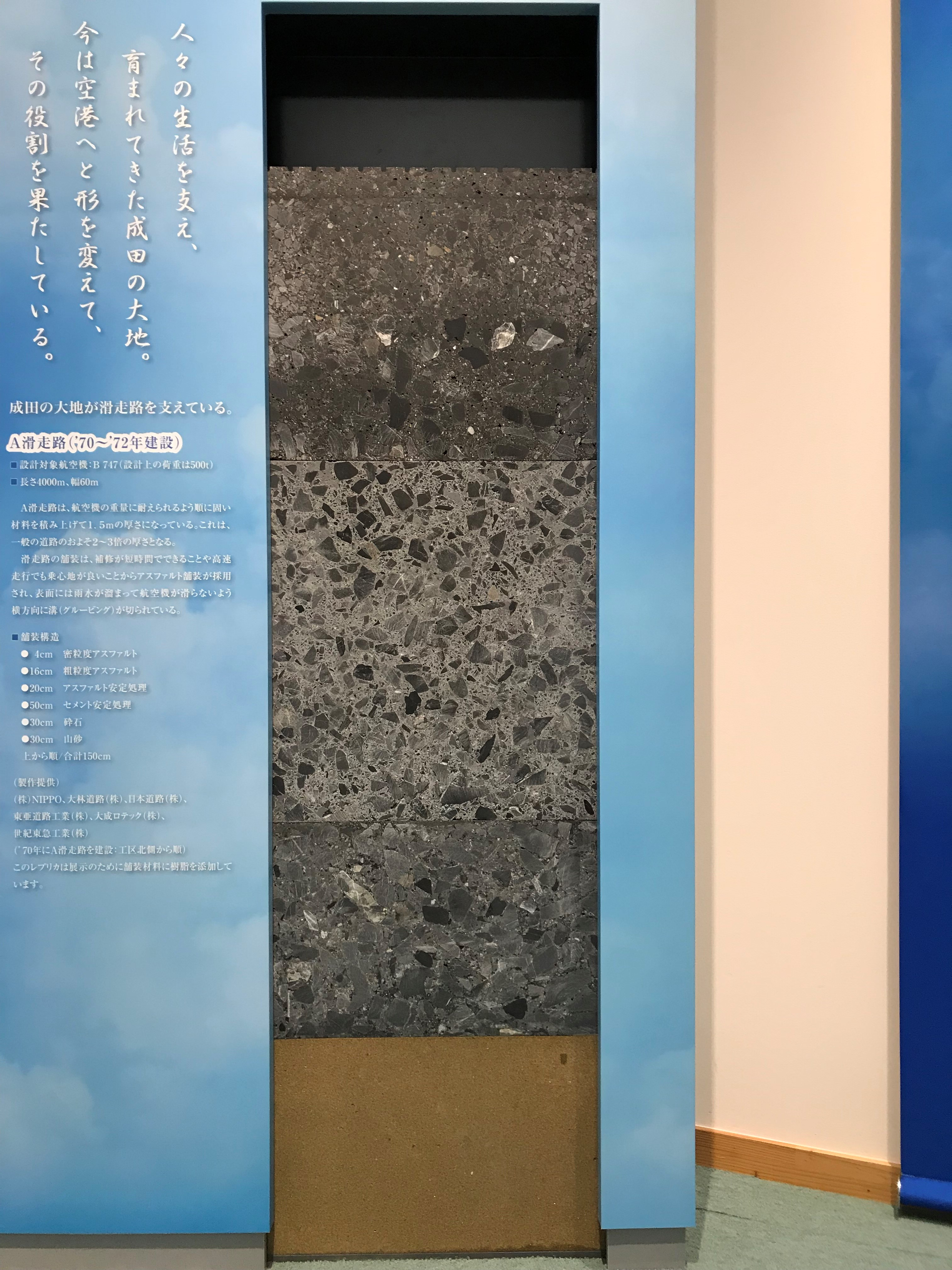
成田国際空港A滑走路の断面（「成田空港 空と大地の歴史館」展示）

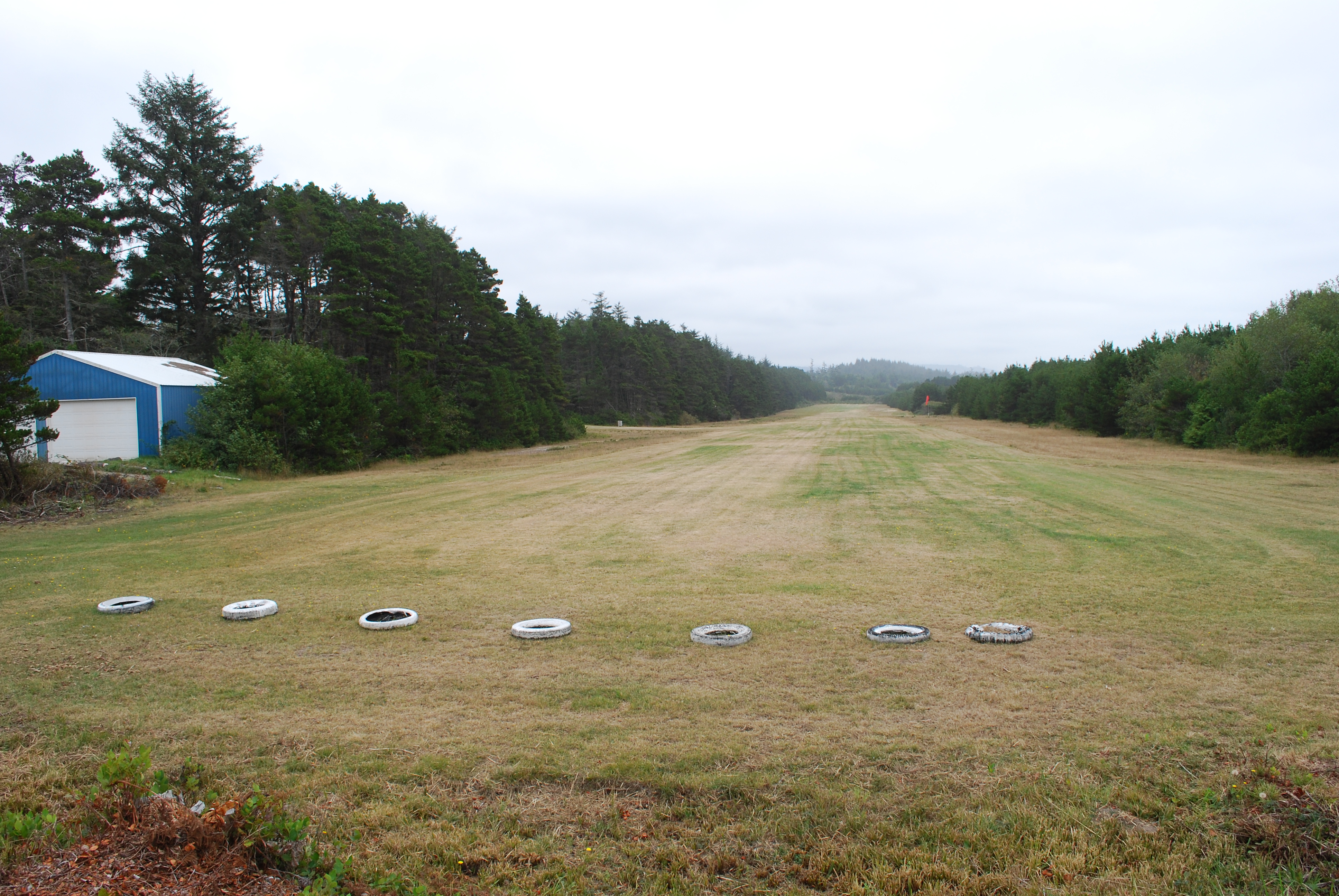
芝生の滑走路（ワコンダビーチ州営飛行場 - アメリカ オレゴン州）

1930年代後半に大型単葉機が登場するまで、600m未満の芝生の上で離着陸可能であった。ダグラス DC-3のような大型機の登場と共に900m以上の滑走路に舗装が必要となった。
近代化された空港では滑走路の路面は舗装してある。舗装のために用いられるアスファルトは一般の道路で用いられるものよりも遙かに高強度であり、重量の巨大な航空機の離着陸に十分耐えられるよう改良されたものが用いられている。また、大型機では離陸速度が時速300 kmにも達するため、振動を抑えるために極めて平坦な舗装が施される。排水性を高めるために、センターラインから滑走路端にかけて極僅かに傾斜し、山なりになっている。
通常はアスファルトによる舗装となるが、戦闘機のアフターバーナーによる影響が大きい場合には、熱に強いコンクリート舗装とする。NASAシャトル着陸施設は高速での着陸を想定し、圧縮した土砂の上に厚さ40.6cmのコンクリートを舗装している。
郊外や僻地の小さな飛行場、大きな空港でも軽飛行機用の短い滑走路では、土や芝生などの舗装されていない滑走路もある。
ブレーキ性能の向上のため、滑走路の全面にわたって、滑走路の長手方向と直角に細い溝切りを施す。これをグルービングという。グルービングは降雨時にタイヤと路面の間の排水を助ける役割ももつ。グルービングの溝は、幅・深さが6ミリメートル、溝の間隔が32ミリメートルとなるように、ダイヤモンドカッターで削り取り作業が行われる。
数cm程度の物体であっても、航空機の車輪が巻きあげて機体に当たるなどして損傷を受けたり、エンジンに吸い込んで故障や不具合を招いたりする恐れがある。実際に滑走路上の異物が原因の墜落事故も発生しているため、特に大型機のように異物を吸い込みやすいジェットエンジンを利用する航空機が利用する滑走路では、常に異物の監視・清掃がされている。

## 複数滑走路の配置
1つの空港に2本以上の滑走路を設置する場合、3種類の配置方式がある。

### オープンパラレル方式

成田国際空港の滑走路配置図

オープンパラレル方式(open parallel)とは、2本の滑走路が平行して配置されており、かつ、両滑走路間に十分な距離がとっている配置方法である。両滑走路間の距離は1,310 m以上離れていなければならない。離着陸ともに完全に分離して行えるため、運用効率が高まり、運航回数を最も多く出来る利点がある。
日本国内においては成田国際空港、東京国際空港（羽田空港）、関西国際空港、新千歳空港（千歳基地を含んだ場合）、那覇空港などがこの方式を採用している。このうち、成田国際空港はかつてB滑走路が2,180 mしかなく、長短2本の滑走路が平行している状態であった。このため、短い滑走路が空いているにもかかわらず、大型航空機が着陸出来ない、という状況が生じることがあった。

### セミオープンパラレル方式
セミオープンパラレル方式とは、2本の滑走路が平行して配置されており、かつ、両滑走路間に比較的距離をとっている配置方式である。両滑走路間は760 m以上離れているか、前後にずれていなければならない。この方式を採用した場合、両滑走路に同時着陸はできないが同時離陸が可能となるため、クロースパラレル方式よりは高い運用効率となり、オープンパラレル方式より敷地面積が少なくてすむという利点がある。
日本では中部国際空港が2040年代にセミオープンパラレル方式での供用開始を目指しており、その前段階となる中部国際空港沖公有水面埋立事業の護岸本体工事が2023年より始まった。この事業自体は着工開始から15年を掛けて空港島の西側の海面を幅480m、長さ4270mにわたって名古屋港の浚渫土砂で埋め立てるもので、土砂処分完了後の埋立地に現在のA滑走路を移設し2本の滑走路を760mの間隔で配置しようとするもの。

### クロースパラレル方式

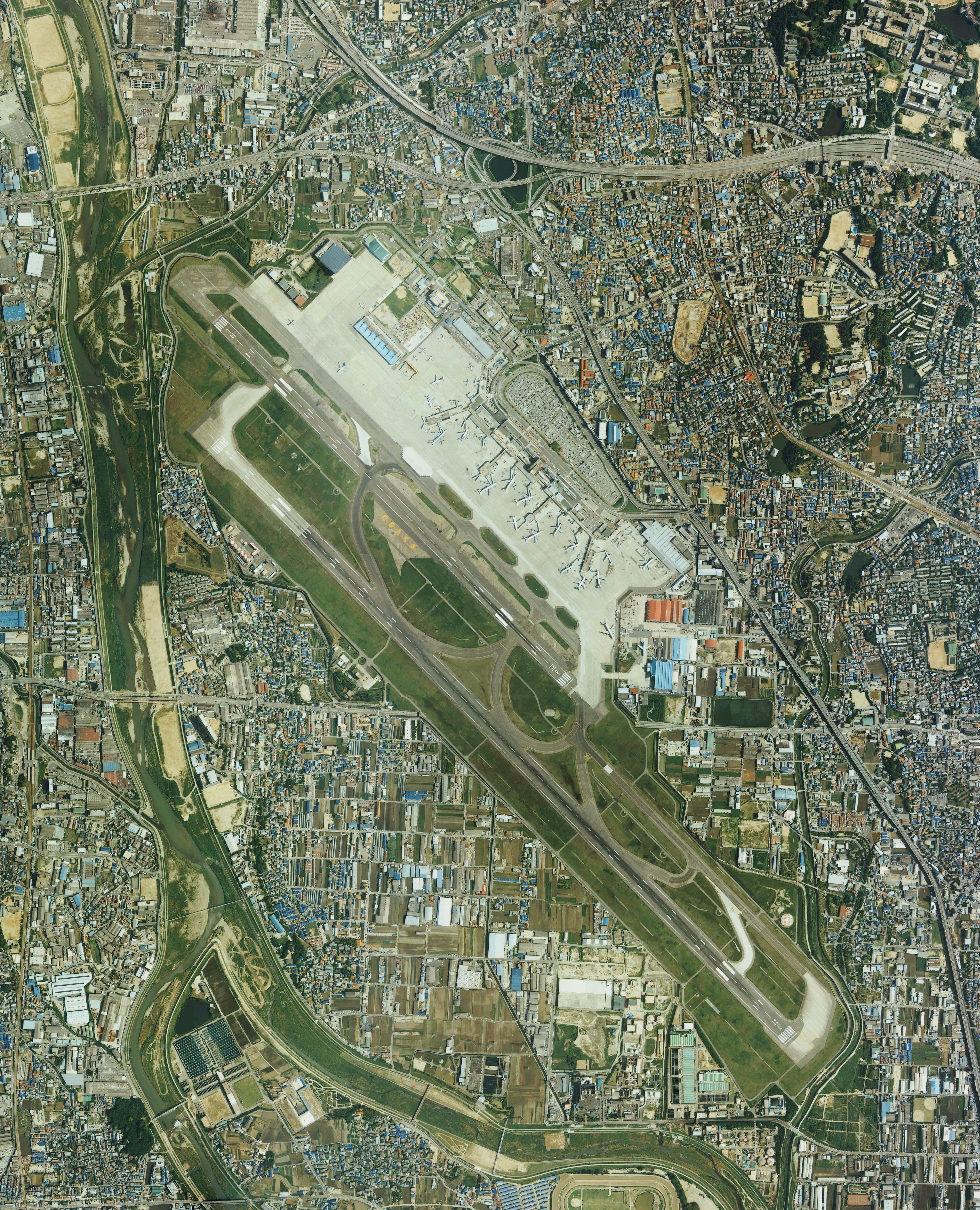
大阪国際空港の空中写真

クロースパラレル方式（close parallel;closeは形容詞であり"近くの"の意である）とは、2本の滑走路が平行して配置されているが両滑走路間の距離を760 m以上とれていない配置方式である。この方式を採用した場合、両滑走路間は至近であるため、安全上の理由から両滑走路で同時離着陸はできないため、運用効率は落ちるが、敷地面積が狭くとも2本目の滑走路を設けることが可能という利点がある。
日本国内においては新千歳空港、大阪国際空港（伊丹空港）、福岡空港が、日本国外においてはフランクフルト空港、ローガン国際空港などがこの方式を採用している。同時離着陸は出来ないが、一方の滑走路で着陸を行うと同時に、もう一方の滑走路で離陸に備えて待機するといった運用は可能であり、特に伊丹空港、ローガン国際空港では長短2つの滑走路が平行して配置されており、航空機の状態・性能により使用滑走路の制限を受けるものの、空港の地上交通・離着陸機の調整を行うことで運用効率を上げている。

## 横風用滑走路

東京国際空港の滑走路配置図

運航回数の特に多い空港では、横風での離着陸の安定を期するため、主要な滑走路とは別に向きを変えた滑走路を設けている。このような滑走路のことを横風用滑走路という。主要滑走路より短いものである場合がほとんどといってよい。世界の大規模空港は着陸用・離陸用の並行滑走路に加え、横風用の3本の滑走路をもつものが多い。D滑走路建設以前の東京国際空港を一例とすると、通常使う滑走路が A 滑走路 (16R/34L, 3,000 m) と C 滑走路 (16L/34R, 3,000m) であり、 B 滑走路 (04/22, 2,500 m) は横風用滑走路である。

## 路面標示

路面標示の説明図

空港で使われる標識として、飛行場名標識、滑走路標識、過走帯標識、誘導路標識、エプロン標識がある。
- 滑走路の方位と区別表示
滑走路に記されている番号 "09" は、滑走路が方位を 36 等分したときの（磁方位の）北から時計回りに 9 つめ、つまり東を向いているという意味（時計回りに10度ずつ回転させ、一の位の0を省略して表す。ただし真北は0ではなく36となる）。"R" は、平行滑走路の右側であることを示している（英語で右を表すRightの略）。反対側の表示は27Lとなる（180度逆方向になるので1以上18以下の数字に18を足して表す。右側も逆向きだと左側になる）。三本の滑走路が平行する場合は、一番右側はR、一番左側はL（Leftの略）、それらに挟まれる滑走路はC（Centerの略）と表される。なお滑走路1本のみで運用されている、または同一角度の滑走路が存在しない場合、L・Rは省略される。

- ブラストパッド (Blast pad) 
通常、大型航空機が運行されている滑走路の両端に設けられる。着陸時のオーバーラン、離陸時の滑走取り止めによるオーバーランなど非常時のみ進入可能。また離陸のためのタキシングや、ターニングパッドのない滑走路での転回時にこの部分を用いることもある。大型機から排出される排気熱（ジェットブラスト）から滑走路の路面を保護する役割も兼ねる。滑走路に比べ路面は硬くなく、この位置での離着陸はできない。黄色の山形模様で表示される。

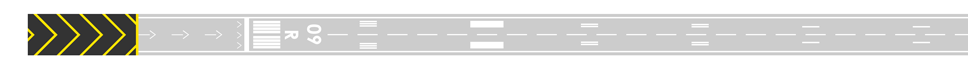
ブラストパッド

- ディスプレイスド スレッシュホールド (Displaced threshold) 
離陸のためのタキシング、離陸、着陸滑走のための進入で使用することはできるが、この位置への着陸は禁止されている。滑走路開始位置付近に障害物などが存在し有効な滑走路長がとれない[注釈 11]場所や、騒音軽減目的などでの設置がされている。また、この箇所を有効利用することにより最大離陸重量での離陸や最大着陸重量での着陸などが可能となる。白色の矢印で表示される。

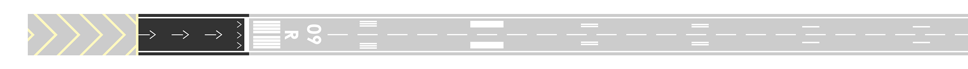
ディスプレイスド スレッシュホールド

滑走路には標示があり、この滑走路の標示に書かれていることはほとんどの空港で共通である。滑走路の標示は以下のようなものが書かれている。
- 中央区間線
- 固定距離線
- 滑走終了線
- 滑走路番号

滑走路表示はほとんどの空港では白色で書かれているが、積雪の多い地域では、積雪時の視認性を上げるために黄色で書かれることもある。日本では北海道・東北地方・北陸地方・長野県の空港で多く見られる。

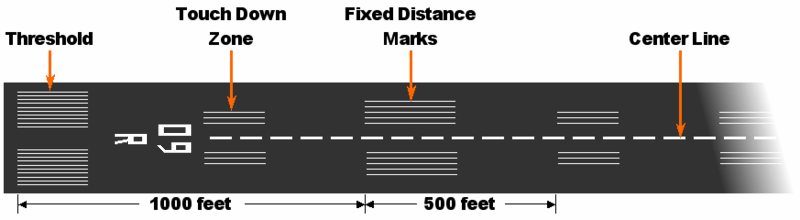
Threshold-端
09-滑走路の方向角度
Touch Down Zone-着陸地点
Fixed Distance Marks-固定距離線
Center line-中央区間線

## 飛行援助施設

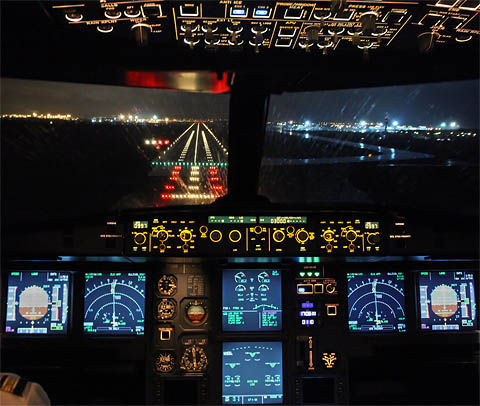
コクピットから見た滑走路

滑走路の周辺には、安全な離着陸ができるように飛行援助施設が設置されている。
- 風向風速計、風向灯
- 計器着陸装置
- VASIS・PAPI（進入角指示灯）
- 進入灯

## 所有
滑走路の所有というのは、大きな空港であれば空港を管理する団体のものであるが、アメリカ国内においては個人所有の空港は珍しいことではなく、小型機専用の自家用空港を持つ者は多い。なお、アメリカ初の個人所有の滑走路は、デルコ創業者であり NCR 会長となったエドワード・A・ディーズがオハイオ州ケタリングの自宅に作ったものである。また、飛行機マニアとして知られる米国人俳優のジョン・トラボルタは、自身が所有するボーイング707を使用するため、自宅敷地内に専用大型滑走路を有している。